# آبشار سیرنباخ

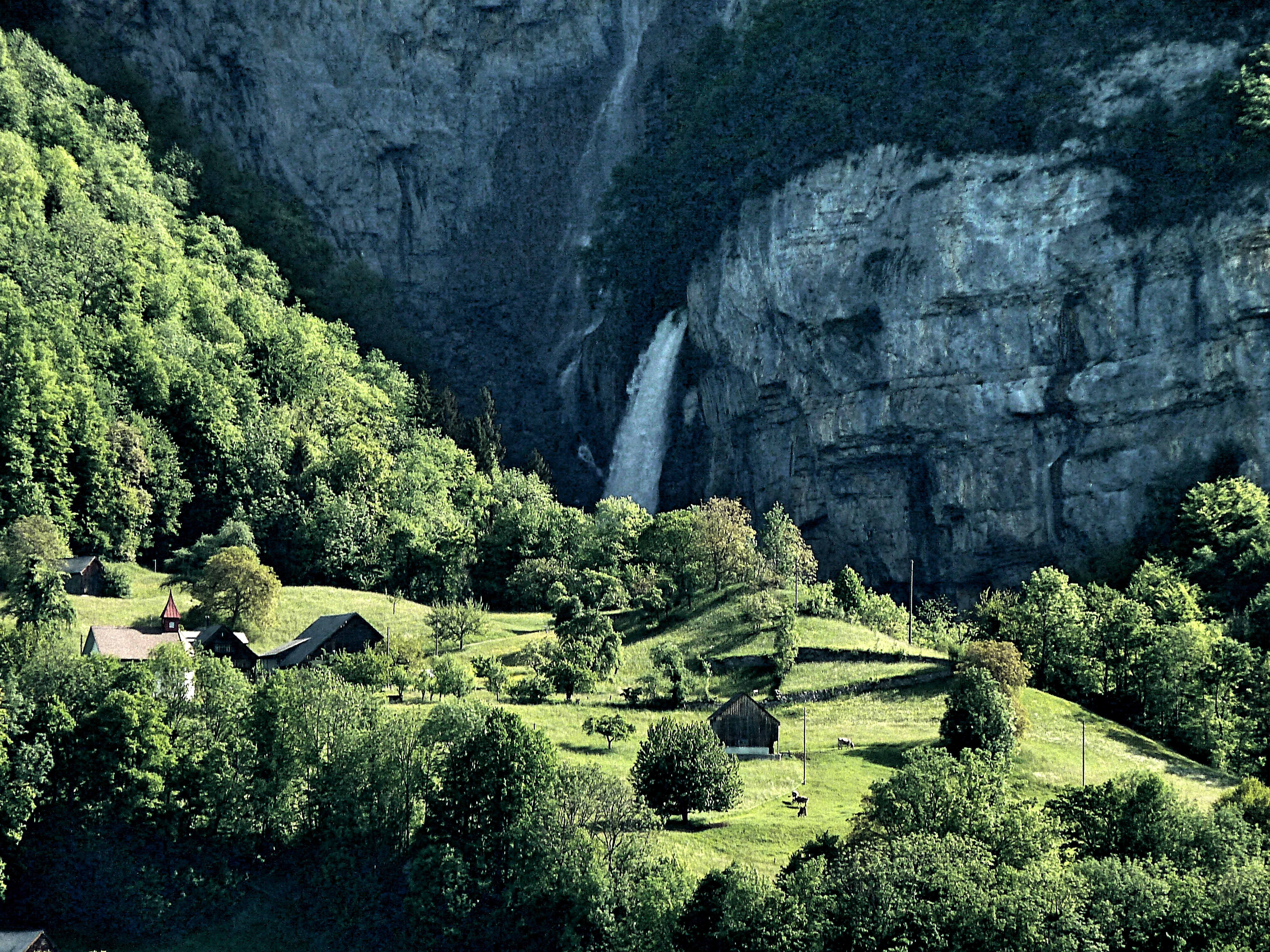
آبشار سیرنباخ و رینکل

آبشار سیدنباخ (به آلمانی: Seerenbachfälle) مجموعه‌ای آبشاری از سه آبشار در نزدیکی بتلیس از شهرداری آمدن در نزدیکی والنسی، سوئیس است. آبشار بالایی دارای ارتفاع ۵۰ است متر، وسط از ۳۰۵ متر و پایین‌تر از ۱۹۰ متر، در مجموع ۵۸۵ متر آبشارها یک نهر به نام سیرنباخ را تشکیل می‌دهند که به والنسی می‌ریزد.
بخش میانی (Seerenbach Fall II) دومین آبشار مرتفع سوئیس پس از پاییز مورنباخ (۴۱۷) است. متر).

## رینکل
رینکوئل (چشمه رین)، چشمه کارست، در دره سیرنباخ به پاییز سوم سیرنباخ می‌پیوندد. پشت چشمه یک سیستم غار رودخانه ای است که بین سال‌های ۱۹۵۳ و ۱۹۸۱ کاوش شده‌است آبشار رینکل ۴۸ است متر ارتفاع